# Johan Petter Winsnes
Johan Petter Winsnes (Trondheim, 15 novembre 1975) è un ex calciatore norvegese, di ruolo centrocampista.

## Biografia
È cugino di secondo grado di Fredrik Winsnes.

## Carriera

### Club
Winsnes iniziò la carriera nel Byneset. Nel 1996 passò al Rosenborg, per cui non giocò però alcun incontro in prima squadra. Nel 1997 si trasferì allo Skeid. Vestì successivamente le maglie di Byåsen e Moss.
Dal 2002, diventò un calciatore del Lillestrøm. Debuttò in squadra il 21 aprile, sostituendo Torjus Hansén nella sconfitta per 2-0 sul campo del Lyn Oslo. Il 12 maggio 2003 segnò la prima rete per il club, nel 3-2 inflitto al Tromsø.
Nel 2007, fu prestato allo Skeid e, a fine anno, concluse la carriera.